# Artur Rimovics Juszupov
Artur Rimovics Juszupov (Oroszul: Артур Римович Юсупов) (Szamara, 1989. szeptember 1. –) orosz válogatott labdarúgó, a Himki játékosa.

## Sikerei, díjai
- Zenyit
  - Orosz kupa: 2015–16